# Пуэрто-Мальдонадо

Панорама города Пуэрто-Мальдонадо

Пуэрто-Мальдонадо (исп. Puerto Maldonado) — город на юго-востоке Перу недалеко от границы с Бразилией и в 55 км от боливийской границы.
Административный центр региона Мадре-де-Дьос.
Город расположен на месте слияния рек Мадре де Дьос (притока реки Амазонки) и Тамбопата, примерно в 400 километрах к востоку от Куско. Пуэрто-Мальдонадо является портовым городом, вниз от которого начинается судоходство по реке.
Город Пуэрто-Мальдонадо часто называют «южной столицей перуанской Амазонии» и «мировой столицей флоры и фауны», именно он является воротами для посещения Национального парка Ману, признанного в 1987 году ЮНЕСКО — Натуральным Наследием Человечества, и национального заповедника Тамбопата-Кандамо, которые славятся огромным разнообразием флоры и дикой фауны джунглей.

## История
Город Пуэрто-Мальдонадо был основан в 1902 году учëным Фаустино Мальдонадо, который исследовал реку Мадре де Диос от самых истоков до её слияния с рекой Тамбопата.

## Экономика
В прошлом экономика города базировалась на лесозаготовке, обработке и транспортировке древесины, добыче золота и каучука, сборе урожаев бразильского ореха, однако в настоящее время, благодаря близости к национальным паркам Ману, Бауаха-Сонене и Тамбопата-Кандамо, Пуэрто-Мальдонадо является крупнейшим центром экотуризма в Перу.

## Население
В городе проживает более 92000 жителей, что составляет примерно три четверти всего населения региона Мадре-де-Дьос.

## Аэропорт
Местный аэропорт Padre Aldamiz International Airport расположен в 8 км от города.

## Достопримечательности
- Озеро Сандовал, расположено в 5 км от города Пуэрто Мальдонадо.
- Озеро Валенсия, расположено в 60 км от города
- Холм Красных Попугаев Ара Колорадо, расположенный в 150 км от города в Национальном заповеднике Тамбопата.
- Национальный парк Ману
- Заповедник Тамбопата-Кандамо
- Национальный парк Бауаха-Сонене (90 км от города).